# Concentración Popular Ortodoxa
Concentración Popular Ortodoxa (en griego: Λαϊκός Ορθόδοξος Συναγερμός, Laïkós Orthódoxos Synagermós), también conocido por su acrónimo LAOS, es un partido político griego nacionalista y de tendencia populista, fundado y dirigido por Nikolaos Salavrakos. 
Esta fuerza política griega reclama a desafiar las caracterizaciones ideológicas tradicionales. A lo largo de su existencia el partido ha sido caracterizado en la prensa y en los medios de comunicación como de derecha, derecha radical, extrema derecha, populista y nacionalista. Igualmente se ha vinculado ideológicamente a varios de sus miembros con la dictadura de los Coroneles.

## Historia
Georgios Karatzaferis fundó el partido en 2000, después de haber sido expulsado de Nueva Democracia.
Según las directrices del partido, "la demarcación del mundo político en la derecha y la izquierda ya no es pertinente después del final de la Guerra Fría. Hoy en día, todo el mundo en todos los aspectos de su vida cotidiana están a favor o en contra de la globalización". El partido afirma que en él conviven diversos grupos que abarcan toda la izquierda-derecha del espectro político. El expresidente del partido, Karatzaferis, hablando en el 6 º aniversario de la creación del Concentración Popular Ortodoxa declaró: "Estamos unidos en el único partido que tiene en sus filas los trabajadores y los científicos, los trabajadores y los desempleados, los izquierdistas y derechistas".

## Resultados electorales
El partido recibió el 3,8% de los votos en las elecciones de 2007, lo que le otorgó 10 escaños en el parlamento griego. Anteriormente, el partido no logró alcanzar el umbral del 3% del voto popular en las elecciones de 2004, con el 2,2%, tres meses más tarde alcanzó el 4,12% de los votos y un escaño en 2004, en las elecciones al Parlamento Europeo.

### Consejo de los Helenos
| Año       | Votos        | %    | Escaños | +/- |
| --------- | ------------ | ---- | ------- | --- |
| 2004      | 162.492 (#5) | 2,19 | 0/300   |     |
| 2007      | 271.764 (#5) | 3,80 | 10/300  | 10  |
| 2009      | 386.152 (#4) | 5,63 | 15/300  | 5   |
| May. 2012 | 182.023 (#9) | 2,9  | 0/300   | 15  |
| Jun. 2012 | 97.099 (#9)  | 1,58 | 0/300   |     |
| Ene. 2015 | 63.692 (#11) | 1,03 | 0/300   |     |

### Parlamento Europeo
| Año  | Votos        | %    | Escaños | +/- |
| ---- | ------------ | ---- | ------- | --- |
| 2004 | 252.429 (#5) | 4,12 | 1/24    |     |
| 2009 | 366.615 (#4) | 7,14 | 2/22    | 1   |
| 2014 | 153.936 (#8) | 2,70 | 0/21    | 2   |
| 2019 | 69.528 (#12) | 1,23 | 0/21    |     |
| 2024 | 9.936 (#24)  | 0,25 | 0/21    |     |

## Participación en el gobierno en 2011
A principios de noviembre de 2011 el nuevo primer ministro Lukas Papadimos incluyó a representantes de Concentranación Popular Ortodoxa en el gobierno. El líder de este partido Makis Voridis fue nombrado ministro de Infraestructuras, Transporte y Redes.
Los partidos de izquierda, el KKE y la coalición de Sýriza, criticaron el nuevo ejecutivo haciendo hincapié en la falta de legitimidad.